# Celebrity Constellation
Die Celebrity Constellation ist ein Kreuzfahrtschiff, das von der Reederei Celebrity Cruises betrieben wird und Mitte Mai 2002 in Dienst gestellt wurde. Gebaut wurde das Schiff von der Werft Chantiers de l’Atlantique in Saint-Nazaire (Frankreich). Die Baukosten betrugen rund 350 Mio. US-Dollar. Die Celebrity Constellation wurde als letztes von vier Schiffen der Millennium-Klasse gebaut. Schwesterschiffe sind die Celebrity Millennium (2000), die Celebrity Infinity (2001) und die Celebrity Summit (2001).
Das Kreuzfahrtschiff besitzt elf Decks, davon zehn Passagierdecks (Continental-Deck, Plaza-Deck, Promenaden-Deck, Entertainment-Deck, Penthouse-Deck, Vista-Deck, Panorama-Deck, Sky-Deck, Resort-Deck, Sunrise-Deck). Es verfügt über 970 Kabinen und Suiten. Die Bordsprache ist Englisch, die Bordwährung US-Dollar.
Im April 2010 wurde das Schiff renoviert und mit Ausstattungsmerkmalen der 
Solstice-Klasse versehen.
Im April 2013 wurden 60 neue Kabinen nachgerüstet, die auf den Schwesterschiffen bereits vorhanden sind.
Seit der Ablieferung befährt das Schiff im Sommer die Ostsee und im Winter die Karibik. 2002 und 2003 wurde das Mittelmeer und Westeuropa im Herbst befahren. Dort wurde das Schiff im Herbst 2010 auch wieder eingesetzt. Von 2002 bis 2006 fanden im Sommer auch Reisen zu den Fjorden Norwegens statt, seit Juni 2010 kreuzt das Schiff auch dort wieder, teilweise bis Spitzbergen. Von 2002 bis 2009 befuhr das Schiff Kanada und Neuengland im Herbst. 2009 und 2010 fanden auch Reisen durch den Panamakanal statt.
2013 wurde erstmals das Schwarze Meer befahren. 2014 und 2015 wurden unter anderem FKK-Kreuzfahrten in die Karibik veranstaltet.
Das Schiff soll 2024 bei einem Werftaufenthalt, wie ihre Schwesterschiffe Celebrity Millennium und Celebrity Summit, renoviert werden.

Das Schiff als Constellation in Warnemünde
Die Brücke des Schiffs als Constellation, hier im Hafen von Stockholm